# Christian Scalzo
Christian Scalzo (Milano, 8 maggio 1972) è un ex calciatore italiano, attaccante esterno e centrocampista offensivo.
In carriera ha totalizzato 134 presenze in Serie B e 12 reti.

## Carriera
Cresce nel Seregno con il quale debutta in Serie D a 16 anni ancora da compiere. Nel 1988 passa al Pavia dove gioca diversi campionati di Serie C2 e Serie C1.
Nel 1993 si trasferisce al Livorno, dove milita per tre stagioni in Serie C2; nel 1996 fa il salto in Serie B nella Lucchese dove rimane una sola stagione, prima di tornare ancora a Livorno, rimanendovi altri due anni in Serie C1.
Nel 1999 passa all'Alzano Virescit (che quell'anno disputa la sua unica stagione di Serie B) dove segna 4 reti su 33 partite di cadetteria. La stagione seguente viene acquistato dal Genoa dove gioca 13 incontri ancora in Serie B, prima di essere ceduto nel gennaio 2001 al Siena, dove militerà sempre nella serie cadetta fino all'estate 2003 (quando i bianconeri vincono il campionato ottenendo la promozione in Serie A, alla quale Christian contribuisce con 2 segnature in 25 gare).
In seguito si trasferisce allo Spezia, dove gioca il suo ultimo anno e mezzo di Serie C1. Dal 2005 milita in Serie C2, prima nel Casale e poi nella Pro Vercelli.
Nel 2007 scende nei campionati dilettantistici passando all'Albignasego dove contribuisce alla promozione dall'Eccellenza Veneto alla Serie D, categoria nella quale poi milita una stagione (con 4 reti in 27 partite).
Nell'estate 2009 passa al Pisa Sporting Club (seconda squadra della città della "Torre Pendente") in Eccellenza Toscana.
Nel 2010 torna a calcare i campi di Serie D con la maglia del Ponsacco, segnando 12 reti (è la sua migliore stagione in carriera sul piano realizzativo) e contribuendo alla salvezza del club rossoblù. Nell'estate 2011 il Ponsacco cede il proprio titolo sportivo alla neonata società del Pelli Santacroce e Scalzo (assieme a vari compagni della precedente annata) passa dunque in questa nuova squadra, militante in Serie D girone D; in tre mesi in biancorosso Scalzo segna tre gol in 12 partite, poi il 2 dicembre 2011 firma con il Tuttocuoio, formazione militante nello stesso girone D della Serie D con cui esordisce due giorni dopo segnando la rete della vittoria sul campo della Pistoiese. Nella sua permanenza a Ponte a Egola segna quattro reti in 22 incontri.
Nell'agosto 2012, a 40 anni, firma con il Rosignano Sei Rose ancora in Serie D, con cui però rescinde il contratto nel mese di novembre. Nel gennaio 2013 passa poi al Cenaia in Promozione Toscana contribuendo alla prima storica promozione della squadra della provincia pisana in Eccellenza Toscana.
Nella stagione successiva continua a giocare in Promozione con la Real Cerretese. Lascia la società fiorentina nel dicembre 2013 per passare al Terme Montecatini, altra squadra di Promozione Toscana.
Nell'estate 2014 firma con il Castel Badie, ancora in Promozione Toscana; la squadra retrocede nonostante le 11 reti messe a segno dall'attaccante. Nel campionato successivo torna al Rosignano.
Dal 2016 al 2018 gioca nel Forcoli, club di Promozione Toscana. Nel 2018 passa al Massa Valpiana, squadra della cittadina di Massa Marittima, che milita nella Prima Categoria Toscana, dove rimane fino al 2020.

## Palmarès

### Club

#### Competizioni nazionali
- Coppa Italia Serie C: 1

Spezia: 2004-2005
- Campionato italiano di Serie B: 1

Siena: 2002-2003

#### Competizioni regionali
- Eccellenza Veneto: 1

Albignasego :2007-2008
- Promozione (calcio): 1

Cenaia: 2012-2013